# Augustyn Kadłubiski
Augustyn Kadłubiski – pułkownik i komendant 2. Pułku Przedniej Straży Buławy Wielkiej Litewskiej, buńczuczny Buławy Wielkiej Litewskiej, konsyliarz konfederacji generalnej Wielkiego Księstwa Litewskiego konfederacji targowickiej, członek konfederacji grodzieńskiej 1793 roku, konfederat barski.
Poseł brasławski na sejm grodzieński (1793). Komisarz Komisji Policji Wielkiego Księstwa Litewskiego w 1793 roku. Aresztowany po wybuchu powstania kościuszkowskiego w Wilnie.